# Кіровська сільська рада (Мішкинський район)
Кі́ровська сільська рада (рос. Кировский сельский совет) — сільське поселення у складі Мішкинського району Курганської області Росії.
Адміністративний центр — село Кірово.
Населення сільського поселення становить 1458 осіб (2017; 1767 у 2010, 2083 у 2002).

## Склад
До складу сільського поселення входять:
| Населений пункт      | Населення, осіб (2002) | Населення, осіб (2010) |
| -------------------- | ---------------------- | ---------------------- |
| Кірово, село         | 2046                   | 1750                   |
| Красноярка, присілок | 37                     | 17                     |